# Campeonato Africano de Atletismo de 2022 - Revezamento 4x100 m feminino
A prova dos 4 x 100 metros estafetas feminino do Campeonato Africano de Atletismo de 2022 foi disputada entre nos dias 9 e 10 de junho, no Complexo Esportivo Nacional Cote d'Or, em Saint Pierre, na Maurícia.

## Recordes
Antes desta competição, os recordes mundiais e do campeonato nesta prova eram os seguintes:
|                       | Nome                                                                     | Nacionalidade  | Tempo  | Local      | Data                 |
| --------------------- | ------------------------------------------------------------------------ | -------------- | ------ | ---------- | -------------------- |
| Recorde mundial       | Tianna Madison Allyson Felix Bianca Knight Carmelita Jeter               | Estados Unidos | 40s 82 | Londres    | 10 de agosto de 2012 |
| Recorde do campeonato | Christy Udoh Gloria Asumnu Oludamola Osayomi Lawretta Ozoh               | Nigéria        | 43s 21 | Porto Novo | 29 de junho de 2012  |
| Recorde africano      | Beatrice Utondu Faith Idehen Christy Opara-Thompson Mary Onyali-Omagbemi | Nigéria        | 42s 39 | Barcelona  | 7 de agosto de 1992  |

## Medalhistas
| Ouro                                                                                                 | Prata                                                                                                 | Bronze                                                              |
| Nigéria · Praise Idamadudu · Tima Godbless · Praise Ofoku · Tobi Amusan · Joy Abu* · Balikis Yakubu* | África do Sul · Marzaan Loots · Banele Shabangu · Charlize Eilerd · Phindile Kubheka · Tamzin Thomas* | Gâmbia · Gina Bass · Fatou Sowe · Maimuna Jallow · Jawneh Nyimasata |

*Atletas que competiram apenas nas baterias

## Cronograma
Todos os horários são locais (UTC+4).
| Data        | Hora  | Evento  |
| ----------- | ----- | ------- |
| 9 de junho  | 17:45 | Bateria |
| 10 de junho | 16:55 | Final   |

## Resultados

### Bateria
Qualificação: 3 atletas de cada bateria (Q) mais os 2 melhores qualificados (q).
| Posição | Bateria | Nacionalidade  | Atletas                                                                                                  | Tempo | Notas |
| ------- | ------- | -------------- | --- | ----- | ----- |
| 1       | 1       | Zâmbia         | Quincy Malekani, Lumeka Katundu, Rhoda Njobvu, Hellen Makumba                                            | 44.36 | Q     |
| 2       | 2       | Botswana       | Loungo Matlhaku, Boitshepiso Kelapile, Oarabile Tshosa, Tshepang Manyika                                 | 45.02 | Q     |
| 3       | 1       | África do Sul  | Banele Shabangu, Charlize Eilerd, Tamzin Thomas, Phindile Kubheka                                        | 45.21 | Q     |
| 4       | 2       | Gâmbia         | Maimouna Jallow, Jawneh Nyimasata, Fatou Sowe, Gina Bass                                                 | 45.40 | Q     |
| 5       | 2       | Quênia         | Milicent Ndoro, Monica Safania, Eunice Kadogo, Maximila Imali                                            | 45.60 | Q     |
| 6       | 2       | Nigéria        | Balikis Yakubu, Praise Ofoku, Tobi Amusan, Joy Abu                                                       | 46.30 | q     |
| 7       | 1       | Madagáscar     | Sidonie Fiadanantsoa, Zo Henintsoa Rakotonary, Claudine Nomenjanahary, Cynthia Félicité Namahako Georges | 47.10 | Q     |
| 8       | 1       | Burquina Fasso | Mariam Bance, Fatoumata Koala, Madina Toure, Nemata Nikiema                                              | 47.79 | q     |
| 98      | 1       | Namíbia        | ?, ? | DSQ   |       |
| 98      | 2       | Etiópia        | Rahel Tesfaye, Yabsira Jarso, Baytula Alayu, Alemitu Assefa                                              | DNF   |       |
| 99      | 1       | Gana           | | DNS   |       |

### Final
A final ocorreu dia 10 de junho às 16:55.
| Posição           | Raia | Nacionalidade  | Atletas                                                                                                  | Tempo | Notas |
| ----------------- | ---- | -------------- | --- | ----- | ----- |
| Medalha de ouro   | 2    | Nigéria        | Praise Idamadudu, Tima Godbless, Praise Ofoku, Tobi Amusan                                               | 44.45 |       |
| Medalha de prata  | 4    | África do Sul  | Marzaan Loots, Banele Shabangu, Charlize Eilerd, Phindile Kubheka                                        | 44.87 |       |
| Medalha de bronze | 3    | Gâmbia         | Fatou Sowe, Maimuna Jallow, Jawneh Nyimasata, Gina Bass                                                  | 44.97 |       |
| 4                 | 8    | Quênia         | Milicent Ndoro, Monica Safania, Eunice Kadogo, Maximila Imali                                            | 45.17 |       |
| 5                 | 6    | Botswana       | Loungo Matlhaku, Tshepang Manyika, Winnie Sarefo, Boitshepiso Kelapile                                   | 45.93 |       |
| 6                 | 7    | Madagáscar     | Sidonie Fiadanantsoa, Zo Henintsoa Rakotonary, Claudine Nomenjanahary, Cynthia Félicité Namahako Georges | 46.48 |       |
| 7                 | 1    | Burquina Fasso | Mariam Bance, Fatoumata Koala, Madina Toure, Sita Sibiri                                                 | 47.14 |       |
| 8                 | 5    | Zâmbia         | Quincy Malekani, Lumeka Katundu, Rhoda Njobvu, Hellen Makumba                                            | DNF   |       |

Legenda
| Recorde mundial       | Recorde mundial (World record)               |                       | Recorde africano                      | Recorde africano (African) |                                           | Q | Classificado por posição (Qualified) |
| Recorde do campeonato | Recorde do campeonato (Championship record)  | Recorde da América    | Recorde da América (Americas)         | q                          | Classificado por melhor tempo (Qualified) |   |                                      |
| Melhor marca do ano   | Melhor marca do ano (World leading)          | Recorde asiático      | Recorde asiático (Asian)              | DNS                        | Não largou (Did not start)                |   |                                      |
| Recorde nacional      | Recorde nacional (National record)           | Recorde europeu       | Recorde europeu (European)            | DNF                        | Não terminou (Did not finish)             |   |                                      |
| Recorde pessoal       | Recorde pessoal do atleta (Personal best)    | Recorde da Oceania    | Recorde da Oceania (Oceania)          | DSQ / DQ                   | Desclassificado (Disqualified)            |   |                                      |
| Recorde da temporada  | Recorde da temporada do atleta (Season best) | Recorde sul-americano | Recorde sul-americano (South America) | NM                         | Sem marca (No mark)                       |   |                                      |